# Donald z Forfar
Donald z Forfar, Donewald, (łac.) Donaldus (ur. ?? – zm. ok. 716 r.) – szkocki święty katolicki.
Pochodził ze szkockiej szlacheckiej rodziny. Miał 9 córek.
Jedyną pewną informacją jaka się zachowała jest fakt utworzenia przez św. Donalda wspólnoty zakonnej dla córek, umieszczenia go wraz z nimi w lokalnych martyrologiach pod datą 15 lipca i to, że żył w VIII wieku w Ogilvy.
Po śmierci żony założył pustelnię w Ogilvy, w swych rodzinnych stronach, w której w oddzielnych celach zamieszkał on i wszystkie jego córki. Donald zmarł ok. 716 roku, wtedy jego córki przeniosły się do klasztoru w Abernethy.